# Primitivo EP
Primitivo es el tercer extended play del banda de rock alternativo chileno Lucybell. Fue grabado en los Estudios Foncea, en Santiago de Chile, mezclado en Ciudad de México y masterizado en Santiago de Chile.
Este álbum fue lanzado con un sello independiente, debido al quiebre de contrato entre Lucybell y Warner Music México.
La placa genera un cambio notable en el sonido característico de Lucybell, debido a que el sonido es más pesado y roquero.

## Lista de canciones
1. Sur
2. Más
3. Líquidos Santos
4. Divina Guía
5. Cometas
6. El Destino Baila Sin Pies

## Sencillos
| Año  | Canción   | Máxima posición |
| Año  | Canción   | CHI             |
| ---- | --------- | --------------- |
| 2007 | "Sur"     | 49              |
| 2007 | "Cometas" | 46              |